# تشارلز دبليو. هندرسون
تشارلز دبليو. هندرسون (بالإنجليزية: Charles W. Henderson)‏ هو مؤرخ عسكري أمريكي، ولد في 26 أغسطس 1948 في أرتيشيا في الولايات المتحدة.